# Василь і Феодор Печерські

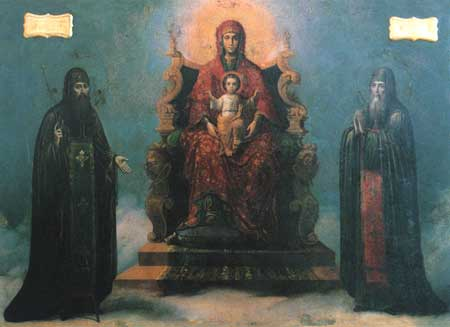
Преподобні Василь і Феодор Печерські

Василь і Феодор Печерські († 1098, Київ) — двоє києво-печерських святих, преподобномученики. День їх пам'яті випав на День Незалежності України (24 серпня). 
Преподобномученики Василь і Феодор були ченцями в Києво-Печерській обителі в XI столітті і були з'єднані між собою тісною дружбою. Св. Феодор, який роздав свій багатий маєток, згодом спокушуваний дияволом, почав жаліти про це. Преподобний Василій, ієромонах, своїми молитвами та настановами визволив його від пристрасті сріблолюбства. 
Обидва ченці померли в 1098 році від ран, нанесених ним князем Мстиславом Святополковичем, який несправедливо їх запідозрив в своєкорисному приховуванні знайдених ними скарбів.
Через рік, Мстислав під час міжусобної війни, раптово через отвір дошки, був вражений стрілою в груди, сказав: «Вмираю за преподобномучеників Василія і Феодора».
Дні пам'яті:  24 серпня (11 серпня за старим стилем),  11 жовтня (28 вересня за с.ст.).

### Життя Василя і Феодора Печерських
Корінь усього лихого то грошолюбство (1 Тим. 6, 10), - сказав Божественний апостол Павло. Ці слова збулися на ділі в цьому гідному хвали житії, де начальник зла, ворог, не інший річчю, як грошолюбством, навів злі душевні і тілесні спокуси на душу блаженного Феодора, і страждання і смерть не тільки на нього, а й на радника його, блаженного Василя. Повість ця пишеться так.
У блаженного Феодора в його світському житті було велике багатство. Почувши ж євангельські слова Господні: «Всякий з вас, хто не зречеться всього, що має, не може бути Моїм учнем» (Лк. 14, 33), - прослідував тому слову. І, залишивши все мирське і роздавши багатство жебракам, він став чорноризцем в Печерському монастирі і ревно трудився в чеснотах.
За наказом ігумена, він жив в печері, яка називається Варяжською, і в ній пробув багато років у суворій стриманості.
Цьому блаженному Феодору одного разу ворог приніс чималу печаль і тугу про маєток, розданий жебракам, приводячи йому на думку довгі роки життя, знемога плоті і убогість монастирської їжі.
Феодор не зрозумів спокуси, не пам'ятав слів Господа: Тому то кажу вам: Не журіться для душі вашої, про те що будете їсти та що пити, ні про тіло своє, у що одягнутися, душа ж чи не більша від їжі, а тіло одягу? Погляньте на птахів небесних, що не сіють, не жнуть, не збирають у клуні, і Отець ваш Небесний їх годує. Ви чи не набагато кращі за них? (Мф. 6, 25-26). І почав він від скорботи та впадати у розпач, збентежений убогістю, і довго затьмарював його ворог, і цю скорботу він явно відкривав своїм друзям.
Був у тому ж монастирі чорноризець ім'ям Василь, досконалий інок. Він, бажаючи втішити і відвернути від відчаю Феодора, сказав йому: «Брате Феодоре, молю тебе, не губи мзди своєї; якщо, розкаявшись в подвиг своєму, знову бажаєш маєтку, розданого жебраком, я постараюся повернути його тобі; тільки ти скажи перед Богом, щоб милостиня твоя була зарахована за мною, і ти будеш спокійний, отримавши свій маєток. Але подумай, чи потерпить це Господь. Так само в Царгороді хтось, пошкодувавши золота, розданого в милостиню, зарахував його перед Богом за іншим, від якого отримав те, що роздав; але коли сказав він: «Не я, Господи, створив милостиню, але вона належить йому, раптом впав він і помер посеред церкви, і разом втратив і золота, і життя».
Феодор, почувши це і обдумавши, став оплакувати свою провину і догоджати братові, який врятував його від такого душевного недугу. Про таких людей сказав Господь: «Якщо здобудеш дорогоцінне з нікчемного, то будеш як уста Мої» (Єр. 15, 19). І з тих пір між цими двома ченцями утворилася приязнь.
З тих пір Феодор процвітав в заповідях Господніх і робив все, що праведно, благоугодно, свято і непорочно. Тоді диявол, будучи жорстоко вражений тим, що не зміг його таким чином привернути до срібролюбства, знову озброївся на преподобного і розставив йому інші спокуси для тієї ж погибелі. Одного разу Василь був відісланий ігуменом на одне послухання, де пробув три місяці. Ворог, знайшовши цей час зручним для своїх підступів, перетворився в образ Василя і прийшов до печерного брата, представляючись, що розмовляє з ним про корисні речі. «Феодор, сказав він йому, як тепер досягаєш успіхів ти? Чи припинилася в тобі бісівська лайка? Чи він тобі ще творить капость, збуджуючи любов до наживи і пробуджуючи спогад про розданий жебракам маєток?»
Феодор же, не зрозумівши, що це біс, і думаючи, що це говорить йому брат, відповідав: «Твоїми молитвами, отче, я зростаю; стверджений тобою, не послухаю я думок, навіваються бісами. І якщо тепер ти що накажеш, зроблю з ретельністю, не ослухавшись тебе, тому що я отримав велику користь для душі моєї через твої настанови». Біс же, уявний брат, відчувши сміливість від того, що Феодор не пом'янув імені Господа Бога, сказав йому: «Даю тобі ще іншу пораду, яка дасть тобі спокій, і незабаром ти отримаєш від Бога нагороду за розданий тобою маєток. Проси у Господа Бога, щоб Він подав тобі безліч золота і срібла, і не давай нікому входити до тебе, і сам не виходь з цієї печери». Брат же обіцяв виконати все це. Тоді відійшов від нього пронирливий біс і, невидимо наштовхуючи його на помисел про знахідку скарбу, схиляв його до молитви про те. Феодор, молячись Господу, щоб отримати від нього скарб, обіцяв все роздати на милостиню. Заснувши, він бачив уві сні біса, світлого і прикрашеного, як Ангел, який показував йому в печері скарб. І видіння було Феодору не одне, але багато разів. Він, через кілька днів прийшовши на показане місце і почавши копати, знайшов великий скарб зі срібла і золота і дорогоцінні сосуди.
Після цього прийшов знову біс в образі Василя і сказав печернику: «Де даний тобі скарб? Що з'явився тобі сказав і мені, що, по твоїй молитві, мені дано буде безліч золота і срібла ». Феодор же не хотів показати йому скарбів. І тоді злохитрий біс став явно говорити блаженному і потай вкладати в нього помисел, щоб, взявши скарб, йти в іншу країну. Але спершу сказав так: «Брате Феодоре, не казав я тобі, що незабаром отримаєш від Бога нагороду за розданий тобою маєток, бо Він сказав: Всякий, хто залишить будинок або землю заради імені Мого, одержить у сто разів більше і успадкує вічне життя ( Мф. 19, 29). Тепер уже багатство в твоїх руках; роби з ним, що хочеш». Відповідав йому печерник: «Для того просив я у Бога, щоб, якщо подасть Він мені, все роздати на милостиню, і думаю, що для того Він і дав мені». Супостат сказав йому: «Бережись, брат Феодор, щоб ворог знову не завдав тобі скорботу за роздачу, як і раніше, бо це дано тобі замість того, що роздав ти убогим. Я даю тобі пораду, взявши це, йти в іншу країну і там купити маєток для прожитих свого; можеш там врятуватися і уникнути бісівських підступів. Коли ж наблизиться відхід твій від цього світу, віддай маєток, кому захочеш, і так пам'ять про тебе переживе тебе. Феодор сказав йому: «Чи не постидаюсь я того, що залишив світ і все, що в ньому, і обіцяв закінчити життя моє в цій печері, а тепер буду втікачем і жителем мирським? Якщо завгодно твоїх, то я буду жити в монастирі і виконувати всі інші накази твої». Відповідав йому біс: «Не можеш приховати тут скарби, про них дізнаються і візьмуть від тебе. Але прийми мою пораду і зроби скоріше, що я тобі кажу. Якби не було угодно Богові, щоб ти мав багатство, Він би не дарував його тобі, не повідомив би і мене, щоб наставити тебе». Тоді печерник, повіривши бісу, як брату, почав таємно готувати вози і скрині, в які треба було зібрати скарб, щоб вийти з печери туди, куди виведе його біс, який бажав підступами своїми відлучити його від того святого місця преподобних батьків Антонія і Феодосія і самої Пресвятої Богородиці, особливо ж від Бога. Людинолюбний же Господь, не бажаючи, щоб загинув жоден з того святого місця, врятував і раба Свого Феодора молитвами преподобних Своїх.
У той час повернувся з дороги Василь, який врятував раніше Феодора від злого помислу, і прийшов до печери, щоб побачити живе в ній брата, і сказав йому: «Брате Феодоре, як тепер перебуваєш ти в Богові? Довго я не бачив тебе». Феодор здивувався цьому привітанню і відповідав: «Що ти кажеш, ніби давно не бачив мене. І вчора, і перед вчорашнім днем, і постійно ти був зі мною, повчаючи мене, і я вже вирушаю в дорогу, як ти наказав мені». Василь же ще більше здивувався такій відповіді і запитав: «Скажи мені, брат Феодор, що означає слово це? Ти говориш, що і вчора, і до того, і постійно я був з тобою і повчав тебе. І куди ти йдеш? Я повернувся з дороги і не знаю нічого. Якщо було що над тобою від бісівського дійства, молю тебе, Бога ради, не приховуй від мене».
Феодор же з гнівом сказав йому: «Що ти спокушаєш мене, навіщо бентежиш душу мою: то кажеш ти мені так, то інакше. Якому слову мені вірити?» - І він з досадою прогнав його від себе. Після такого прийому Василь пішов у монастир, а біс, в образі Василя, знову прийшов до нього і сказав: «Брат, шаленів я, окаянний, кажучи тобі інше; тому не приймаю я докучання, прийнятого від тебе; але знову кажу тобі: скоріше йди звідси в цю ніч, взявши знайдений скарб». Сказавши це, він пішов від нього. Після цього знову Василь прийшов до нього, взявши з собою деяких старців, і сказав печернику: «Вони свідки того, що тепер три місяці, як я не бачив тебе, бо був відправлений ігуменом у монастирських справах, і тепер лише третій день, як повернувся в монастир. Ти ж, тільки-но я прийшов, сказав мені, що і вчора, і до того, і постійно я був у тебе; тому я думаю, що тут був бісівський привид в моєму образі. І, якщо хочеш дізнатися істину, зроби так: не дозволяй нікому, що приходить до тебе, розмовляти з тобою, поки не створить Ісусову молитву. Якщо не захоче - ти зрозумієш, що це біс». Сказавши це, Василь виголосив заборонну молитву, закликавши на допомогу святих, і, мудро наставивши Феодора, відійшов в монастир, в свою келію. І після цього біс не посмів більше з'явитися Феодору. Феодор ясно зрозумів приваблення пронозливого ворога і з тих пір кожного хто приходить до нього спершу примушував створити молитву Ісусову, тоді вже розмовляв з ним. Так зміцнився він на ворога, і Господь урятував його з вуст лева, що намагається поглинути, як трапляється з багатьма, що поневіряються в пустелях і в проваллях земних і мовчать наодинці в затворах, яким потрібна велика сила і Божа допомога, щоб вони не були переможені в єдиноборстві і поглинені душогубними звірами.
Позбавлений від цього робу погибелі блаженний Феодор став старатися, щоб скоріше ворог впав в яму, а не він, і почав з того, що скопав глибоко землю і поклавши туди спокушавший його знайдений ним скарб, засипав його. Щоб зовсім загинула і пам'ять цього скарбу, блаженний невпинно благав Господа, щоб він дав йому забути те місце, де він заховав його, і щоб позбавив його від будь-якого прояву пристрасті сріблолюбства, і Господь виконав благання його. Бо від того часу він не знав ніколи про те місце і не думав ніколи про придбання, і золото і срібло вважав за сміття.
Потім, щоб біс не приступав до нього з тією ж зухвалістю, коли він, будучи без дієвим, впав би в лінощі, через що у ворога народиться безстрашність, - примусив себе блаженний Феодор до важкої роботи. Він поставив в печері жорна і почав працювати на братію, приносячи з монастиря жито і розмелюючи його сам, своїми руками, і проводив без сну всі ночі, працюючи в ручній справі і в молитві; коли ж наставав день, він відносив борошно і знову приносив жито. І так, працюючи багато років, чимало полегшував монастирських працівників і не соромився цієї праці.
Після того, як минуло багато чого часу, келар, бачачи печерника трудящого в такій роботі і злостражданні, розчулився і, коли одного разу з сіл було привезено в монастир жито, послав до нього в печеру п'ять возів, щоб він не приходив за ним постійно сам, покладаючи тим на себе велику працю. Феодор же, зсипавши жито в сосуди, почав молотити, наспівуючи напам'ять псалми; коли ж втомився і захотів трохи відпочити, раптово пролунав як би звук грому, і жорна стали самі молоти. Зрозумівши дію бісівську, блаженний встав і почав старанно молитися Богу, і потім сказав гучним голосом: «Забороняє тобі Господь, лукавий біс!» Біс же не переставав молоти на жорнах. Тоді Феодор знову сказав: «В ім'я Отця і Сина і Святого Духа, що повалив тебе з неба і віддали на попрання Своїм угодникам, наказую тобі я, грішний, не припиняти цієї роботи, поки не змелеш жито, щоб і ти потрудився на святу братію». Сказавши це, святий став на молитву, біс ж, не осмілився ослухатися заборони, змолов в ту ніч все жито. Вранці ж Феодор сповістив келаря, щоб він прислав за борошном. Келар здивувавшись дивній тій справі, як п'ять возів були змолоті в одну ніч, прийшов сам в печеру, вивіз з неї п'ять возів борошна. Було нове чудо в тому, що з того жита вийшло ще п'ять возів борошна. І збулося тут, в справах блаженного Феодора, слово апостолів, котрі сказали колись: Господі, навіть демони коряться нам у Ім'я твоє, - також і вислів самого Ісуса Христа, який сказав: Цим даю вам владу наступати на змій та скорпіонів і на всю силу ворожу (Лк. 10, 17 і 18). Лукаві біси хотіли налякати цього раба Божого і поневолити собі, як раніше вони спокусили його, але наклали самі на себе ланцюги робіт, так що заволали вони тоді: «Вже більше не будемо ми тут».
Феодор і Василь постановили між собою богоугодне рішення, ніколи не приховувати один від одного своїх думок, але все обговорювати разом, згодився чи це Богу. За взаємній домовленості Василь увійшов мовчати в печеру, Феодор же через старість вийшов з печери, щоб жити далі від монастиря.
Старий монастир був тоді спалений, і дерево для побудови церкви і всіх келій лежало на березі Дніпра, пов'язане плотами; щоб возити його на гори, були найняті візники, Феодор же, бажаючи поставити собі келію, почав сам на собі носити дерево з берега на гору, не уступаючи нікому своєї праці. Але лукаві біси забули, що ще недавно, примушені Феодором до роботи, обіцяли не приступати до нього, і знову стали робити йому капості. Всі дерева, які Феодор виносив на гору з великим трудом протягом цілого дня для побудови своєї келії, біси вночі скидали з гори, бажаючи тим вигнати блаженного. Феодор, дізнавшись про спокусу бісівську, сказав їм: «В ім'я Господа Бога нашого Ісуса Христа, що звелів вам увійти в свиней, - наказую вам я, грішний раб Його, - все дерево, яке на березі, - підняти на гору, щоб братія, яка працює Господу, позбулася праці, і молитовний будинок Пресвятої Богородиці, і свої келії могли побудувати без вашої капості». І біси в ту ж ніч винесли з берега на гору все дерево, так що його було досить на побудову всього монастиря, а не тільки для однієї келії Феодора. Вранці візники, прокинувшись, приїхали на берег, щоб возити з берега дерева, і не знайшли жодного. Озираючись на всі боки, вони побачили, що все вже винесене на гору, і складене не в одному місці, але окремо, розібране по роду - окремо для дахів, окремо для підстави, окремо великі дуби, які важко переносяться внаслідок довжини їх. Ця справа була надзвичайно втішно, як така, що створена понад людської силі; і Бог прославився в угоднику Своєму Феодорі, а разом і в пораднику його Василю, заради подвигів яких відбулося це дивне диво. Однак ці однодушні раби не гордилися покорою бісів, слідуючи слову: Не радійте, що духи вам коряться, але радійте тому, що імена ваші написані на небесах (Лк. 10, 20).
Біси ж, явно викриті в наклепах своїх Феодором і Василем, не могли стерпіти цієї докори, адже колись вони були шановані від невірних, і їм поклонялися як богам. А тепер ці вірні угодники Божі Феодор і Василь нехтують ними, принижують і ганьблять їх, примушують працювати їх, немов куплених рабів, - то молоти жито, то носити дрова на гору, а, крім того, своєю забороною відганяють від людей. Тому, коли вони носили дрова, чутно було, як вони кричали: «Злі і люті для нас супостати Феодор і Василь! Чи не перестанемо і не заспокоїмося ми боротися з вами, поки не зрадимо вас смерті». І з цього часу лукаві біси (не відаючи, що випрошують блаженним славніші вінці) всіляко стали заохочувати злих людей вбити їх. Після чуда найняті візники маною бісівською створили неприємність, кажучи блаженному Феодору: «Дай нам нашу плату, тому що ми не знаємо, якими підступами за згодою з Василем ти зробив так, що це дерево опинилося на горі. А ми готові були везти його».
Неправедний суддя, спокушений запропонованим йому золотом, забувши про засудження Боже (бо неправедно судимий сам буде засуджений), присудив Феодору дати плату тим найманцям і наважився висловитися так: «Нехай біси допоможуть тобі платити, як допомогли возити».
Важке було таке наслання бісівське на безкорисливість старця Феодора і порадника його Василя. Але так як цього не було достатньо для вбивства, то, згадуючи прийом першої своєї перемоги, ополчився диявол спорудивши іншу смертоносну бурю. Прийшов він у образі Василя, безмолвного тоді в Варяжській печері, до одного з радників княжих, боярину дуже сердитому і лютому, з несправедливим словом і справою, якому Василь був знайомий, і сказав йому прельститель так: «Феодор, перше, ніж я був у печері, знайшов багато скарбів, золота і срібла і багато цінних сосудів і, взявши це, хотів бігти в іншу країну, я ж утримав його. І тепер він представляється юродивим і водиться з бісами, наказуючи їм молоти і носити дерева з берега на гору, а скарби обережно зберігає до зручного часу, щоб потай від мене піти з ними, куди захоче. Князю ж від цього не буде ніякої вигоди». Почувши це від диявола, мнимого Василя, боярин привів його до князя Мстислава Святополковича. Біс же, розповівши все це князю, додав ще, що Феодора треба скоріше забрати, поки він не втік, і привласнити собі його скарби. Якщо ж він не захоче віддати добровільно, то дати йому багато ударів, і тоді він віддасть. Якщо ж і так справа не вийде, тоді, завдавши йому багато мук, покличте мене, - сказав біс, - і я перед усіма вами викрию його і покажу місце, де захований скарб». Посіявши цю спокусу, біс пішов з очей їх. Вранці князь вирушив з багатьма воїнами, як на полювання або як на міцного витязя, і, захопивши блаженного Феодора, привів його до свого дому. Тут спершу лагідно він став розпитувати його: «Скажи мені, отче, знаходив ти, як я чув, скарби?» Феодор відповідав йому: «Так, знайшов, і тепер вони приховані в печері». Князь же знову його запитав: «Чи відомо, отче, хто перший поклав його, і чи багато в ньому золота, срібла і сосудів?» Відповідав блаженний: «Ще за життя преподобного отця нашого Антонія стало відомо, що в тій печері знаходиться варязький скарб, чому і донині печера називається Варязькою. Золота і срібла бачив я безліч; сосуди латинські». Тоді сказав йому князь: «Чому ти, отче, не даси цього мені? Я розділю з тобою, і, скільки тобі потрібно буде, ти візьмеш. І тоді ти будеш батьком батька мого і мені» (його батько, князь Святополк, був тоді в Турові). Блаженний же Феодор сказав: «Я не хочу брати нічого такого, що мені не на користь; все б я віддав вам, так як ви служите тому, від чого я вільний; але Господь відняв у мене пам'ять того місця, де я сховав скарб». Тоді князь в гніві сказав слугам: «Наказую зв'язати цього ченця по руках і по ногах і три дні не давати йому хліба та води за те, що він не побажав моєї милості». Зв'язали його знову запитали: «Скажи, де скарб?» Феодор ж відповідав: «Як я вже сказав, не знаю я, де заховав його». Князь наказав мучити його ударами, так що вся волосяниця була змочена кров'ю. Потім велів повісити його в густому димі і потім знову прив'язати його і розвести під ним сильний вогонь; і багато дивувалися терпінню його, бо серед полум'я він був точно в росі, і до волосяниці його не доторкнувся вогонь. Один з присутніх, бачачи це, передав князю, і князь, охоплений жахом, сказав старцеві: «Навіщо губиш себе, не віддаючи скарбу, який нам належить?» Феодор же сказав: «По правді кажу тобі, молитвами брата мого Василя і тоді я був врятований від сріблолюбства, коли знайшов скарб, а тепер, як я вже говорив, Господь відняв у мене пам'ять про те місце, де я заховав його». Князь же, почувши це, послав негайно в печеру за блаженним Василем, якого привели силою, так як він не хотів йти. Тоді князь сказав йому: «Все, що наказав ти зробити, я зробив з цим злим старцем, але нічого не встиг. І я закликав у свідки тебе самого, адже я хочу мати тебе за отця». Василь же в подиві сказав йому: «Що я наказував робити тобі?» Князь відповідав: «Те, що ти розповів мені про скарб, який він знайшов, про те він мені не хоче відкрити нічого, хоча я і мучив його». Василь же сказав: «Я розумію підступи лукавого біса, що зводили тебе і відцуралися мене і на цього преподобного, тому що ти ніколи не бачив мене: я п'ятнадцять років не виходжу з печери». Тоді всі присутні сказали: «При нас усіх ти говорив князю». Василь же відповів: «Вас усіх спокусив диявол; я не бачив ні князя, ні Феодора ». Князь, розгнівавшись, наказав і цього блаженного мучити без милості, як Феодора. І, не переносити викриття будучи нетверезим від вина, він, взявши стрілу, поранив нею блаженного Василя. Василь же, вийнявши стрілу з тіла, кинув її князю, кажучи: «Цією стрілою через недовгий час ти сам будеш поранений», що і збулося за передбаченням преподобного. Але перед тим князь наказав святих, ледве живих від мук, укласти окремо в темницю, щоб на наступний день піддати їх ще більш важким мукам.
І в ту ніч обидва преподобних заснули чесною перед Господом смертю, і вивів Господь з темниці душі їх сповідувати святе ім'я Його в прісносущому світлі.
Дізнавшись про це, зібралася братія і взяла тіла святих мучеників; і поховали їх з честю в печері Варязькій, в якій вони трудилися і богозавгодно підв’язалися.
Потім вони були перенесені в печери преподобного Антонія, де і донині лежать нетлінно, в закривавленому одязі і волосяницях, теж нетлінними.
Незабаром після блаженної їх смерті збулося пророцтво преподобного Василя: князь Мстислав Святополкович застрелений був у Володимирі на стіні, борючись з князем Володимиром Ігоровичем; і тоді, упізнавши стрілу свою, якою він поранив блаженного Василя, сказав: «Ось, я помираю тепер через преподобних Феодора і Василя».
Отже, злий вбивця отримав помсту по вчинках своїх. Преподобні ж страждальці, як переможці диявола, що перемагає сріблолюбством, увінчалися не тлінним сріблом і золотом, але славою і честю вічної, і отримали вінець від Чесного Каменю, Який є Христос. Йому честь і слава з Богом Отцем і Святим Духом, нині і повсякчас, і на віки віків.

В акафісті всім Печерським преподобним про нього сказано: 
|  | «Радуйся, Феодоре і Василію, бо в земному житті ви союзом любові Христової себе зв`язали; радуйтеся, бо від корисливого князя Мстислава ви постраждали. Радуйтеся, бо по блаженній кончині вашій в одній раці ви дружелюбно почили; радуйтеся, бо одночасно ви перед престолом Божим предстали.». |